# Buschhemd

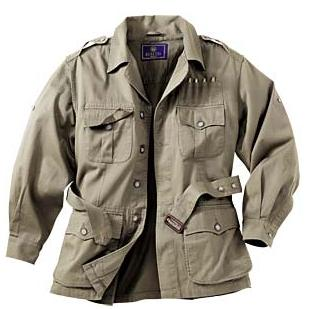
Langärmelige Safari-Jacke

Das Buschhemd (auch Buschjacke) wurde in den 1930er Jahren für die sportliche Damen- und Herrenmode kreiert. Das Freizeithemd war den über Hose oder Rock getragenen kurzärmeligen Hemden der Tropenkleidung mit ihren großen Brusttaschen sowie Blasebalgtaschen an den Seiten nachempfunden. Dieser Vorläufer der in den 1950er Jahren aufkommenden legeren, leichten und ungezwungenen Freizeitkleidung bestand aus grobem Leinen oder Gabardine und wurde mit oder ohne Gürtel getragen.
Nach dem Zweiten Weltkrieg bezeichnete man in Deutschland auch das aus den USA übernommene bunte Hawaiihemd als Buschhemd.